# Widowisko jakiego jeszcze nie było

Zdjęcie okładki albumu

Widowisko jakiego jeszcze nie było – drugie video zespołu Ich Troje. Jest to skrócone nagranie koncertu z Teatru STU w Krakowie. Płyta została wydana w gazecie "Naj" w 2003 roku.

## Lista utworów
1. Walczyk (z płyty Spooko, to tylko płyta)
2. Razem a jednak osobno (z płyty Ad. 4)
3. Ja chcę (z płyty Spooko, to tylko płyta)
4. Geranium (z płyty Ad. 4)
5. Powiedz (z płyty Ad. 4)